# کابینز (ویرجینیای غربی)
کابینز (به انگلیسی: Cabins) یک منطقهٔ مسکونی در ایالات متحده آمریکا است که در شهرستان گرنت، ویرجینیای غربی واقع شده‌است.